# Elbtalhänge zwischen Rottewitz und Zadel
Die Elbtalhänge zwischen Rottewitz und Zadel sind ein Naturschutzgebiet (NSG) im Landkreis Meißen in Sachsen. Das 31,1 ha große Gebiet mit der NSG-Nr. D 102 liegt am rechten Ufer der Elbe zwischen dem Ortsteil Zadel der Gemeinde Diera-Zehren und Rottewitz, einem Stadtteil von Meißen.
Eine Verordnung durch das Regierungspräsidium Dresden vom 25. Oktober 2002 setzte das Gebiet als Naturschutzgebiet fest. Die letzte Änderung erfolgte durch eine Verordnung des Regierungspräsidiums Dresden vom 13. April 2007.

## Beschreibung
Das Gebiet umfasst aufgelassene Steinbrüche, bewaldete Steilhänge, Streuobstwiesen und Trockenrasenflächen im Außenbereich. Die bewirtschafteten Weinberge sind nicht im Naturschutzgebiet enthalten.